# Dookie
Dookie er det tredje studiealbum fra rock-trioen Green Day, som blev deres helt store gennembrud rundt omkring i verden, hvor den i dag har solgt over 20 millioner eksemplarer.[kilde mangler]
Pladen blev udgivet den 1. februar 1994 og vandt en Grammy award for bedste alternative musikalbum.[kilde mangler]
Førstesinglen fra pladen var "Longview", som blev udgivet den 1. februar 1994. Efterfølgende udgav bandet fire yderligere singler: "Welcome to Paradise", "Basket Case", "When I Come Around" og "She".

## Trackliste
Al lyrik skrevet af Billie Joe Armstrong med undtagelse ved noteret, al musik komponeret af Green Day.
| Nr.           | Titel | Længde |
| ------------- | --- | ------ |
| 1.            | "Burnout" | 2:07   |
| 2.            | "Having a Blast" | 2:44   |
| 3.            | "Chump" | 2:54   |
| 4.            | "Longview" | 3:59   |
| 5.            | "Welcome to Paradise" (genindspillet version)                                                                          | 3:44   |
| 6.            | "Pulling Teeth" | 2:31   |
| 7.            | "Basket Case" | 3:01   |
| 8.            | "She" | 2:14   |
| 9.            | "Sassafras Roots" | 2:37   |
| 10.           | "When I Come Around"                                                                                                   | 2:58   |
| 11.           | "Coming Clean" | 1:34   |
| 12.           | "Emenius Sleepus" (lyrik skrevet af Mike Dirnt)                                                                        | 1:43   |
| 13.           | "In the End" | 1:46   |
| 14.           | "F.O.D." (sang slutter ved 2:50, efterfulgt af skjult track "All by Myself" spillet af Tré Cool, som starter ved 4:07) | 5:46   |
| Total længde: | Total længde: | 39:38  |

### iTunes edition
| Nr.           | Titel                                            | Længde |
| ------------- | ------------------------------------------------ | ------ |
| 15.           | "All By Myself" (skrevet og spillet af Tré Cool) | 1:11   |
| Total længde: | Total længde:                                    | 40:49  |